# Declaração de Belgrado
A Declaração de Belgrado (em russo:  Белградская декларация, servo-croata: Beogradska deklaracija, Београдска декларација, em esloveno:  Beograjska deklaracija, em macedônio/macedónio:  Белградска декларација) é um documento assinado pelo presidente da Iugoslávia Josip Broz Tito e pelo líder soviético Nikita Khrushchev em 2 de junho de 1955 que trouxe uma breve reconciliação entre os dois estados.    As negociações que levaram à assinatura do documento decorreram entre 27 de maio e 2 de junho. 
A declaração garantiu a não interferência nos assuntos internos da Iugoslávia e legitimou o direito de interpretar outras formas de desenvolvimento socialista em diferentes países.  Embora a declaração não tenha conseguido alcançar uma aproximação duradoura entre os dois países (resultado da ansiedade iugoslava em relação à Revolução Húngara de 1956), teve um efeito no desligamento da Iugoslávia do Pacto dos Balcãs com os estados membros da OTAN, a Turquia e a Grécia.  O documento foi a chave das relações entre os dois países nos 35 anos seguintes. 

## Prelúdio
Após a morte de Stalin em 1953, Tito teve de escolher entre uma abordagem mais ocidental às reformas ou um acordo com o novo líder soviético Nikita Khrushchev. Dois países restabeleceram formalmente as relações diplomáticas com o embaixador soviético Vasily Valkov chegando a Belgrado em 30 de julho e o embaixador iugoslavo Dobrivoje Vidić chegando a Moscou em 30 de setembro de 1953 sob a liderança de Geórgiy Malenkov.  Isto, no entanto, não levou automaticamente à normalização entre os dois partidos no poder. O Partido Comunista da União Soviética e a Liga dos Comunistas da Iugoslávia trocaram cartas no final de 1955. 
Tito tentou reconciliar-se com a União Soviética, convidando Khrushchev para ir a Belgrado em 1955. A viagem de Khrushchev a Belgrado é às vezes conhecida coloquialmente como a "Canossa Soviética". 
Esta reunião resultou na declaração de Belgrado que pôs fim ao período Informbiro, concedendo a outros países socialistas o direito de interpretar o marxismo de uma forma diferente, e garantiu relações mais igualitárias entre todos os estados satélites e a União Soviética. Mas os limites deste acordo tornaram-se evidentes após a intervenção soviética na Hungria, em outubro de 1956; isto foi seguido por uma nova campanha soviética contra Tito, que responsabilizou o governo iugoslavo pela insurreição húngara. As relações soviético-iugoslavas passaram por períodos frios semelhantes na década de 1960 (após o fim violento da Primavera de Praga e a subsequente invasão da Tchecoslováquia pelo Pacto de Varsóvia) e depois.  A Iugoslávia, no entanto, tornou-se membro associado do Comecon em 1964, depois que um acordo foi alcançado com a liderança soviética. 